# Comandante Luis Piedra Buena
Comandante Luis Piedra Buena ist ein Ort im Departamento Corpen Aike der Provinz Santa Cruz im Süden Argentiniens. Er liegt am linken Ufer des Río Santa Cruz an der Ruta Nacional 3. Die Entfernung zur Provinzhauptstadt Río Gallegos beträgt 231 Kilometer und bis Caleta Olivia sind es 467 Kilometer. Buenos Aires liegt 2.250 Kilometer entfernt.

## Geschichte
Die erste Besiedlung fand auf Betreiben von Luis Piedra Buena 1859 auf der Isla Pavón statt. Die Insel hieß ursprünglich Islet Reach beziehungsweise Isla del Medio nach dem Bericht des englischen Seemanns Pringles Stokes aus dem Jahre 1827, der an der Expedition von Robert Fitz Roy teilnahm. Als Capitán Luis Piedra Buena hier um 1859 anlandete erinnerte sich niemand mehr dieser Namen, weshalb er sie in Erinnerung an die Schlacht von Pavón Isla Pavón nannte. Er nahm sie für Argentinien in Besitz, siedelte einige Familien an und baute sich ein Haus, das gleichzeitig als Wohnhaus und Verteidigungsstellung diente. Eine Rekonstruktion dieses Wohnhauses auf den Grundmauern des Originalhauses dient heute als Museum. Die Isla Pavón blieb in der Folgezeit Zwischenstation bzw. Ausgangspunkt vieler Expeditionen ins Landesinnere Patagoniens oder die Antarktis.
In der Zwischenzeit verlagerte sich die Besiedlung von der Isla Pavón zum heutigen Standort der Stadt. Am 11. Januar 1880 wurde durch die Zentralregierung die Gründung einer Schäferkolonie, der Colonia Santa Cruz, angeordnet. Die Vergabe von Landeigentum durch eine nachfolgende Regierung per Dekret vom 9. November 1899 trug zur Ausweitung der Besiedlung bei. Die neuen Siedler nannten den Ort El Paso oder Paso del Río Santa Cruz. Diese Namen wurden allmählich durch den Namen Paso Ibáñez abgelöst, der dem ersten Siedler am neuen Standort Ehre erweist. Der neue Name erhielt durch einen amtlichen Beschluss vom 20. Mai 1920 durch die Gründung der Comisión de Fomento Paso Ibáñez offizielle Anerkennung. Erst am 2. August 1933 erhält der Ort durch das Dekret 25.987 der damaligen Nationalregierung den Namen Comandante Luis Piedra Buena. Im Jahre 1968 wurde festgelegt, dass der Name des Ortes, entsprechend der Schreibweise de Namensgebers, in zwei Wörtern (Piedra Buena statt Piedrabuena) geschrieben wird. Beide Schreibweisen existieren aber in der Praxis nach wie vor nebeneinander.

## Tourismus
Die Isla Pavón befindet sich zwischen den beiden Brücken der Ruta Nacional 3 über den Río Santa Cruz. Daneben liegt die Isla Los Guindos, die ihren Namen nach den Sauerkirschbäumen erhielt, die der Gründer und Namensgeber der Stadt Luis Piedra Buena zusammen mit Himbeersträuchern anpflanzen ließ. Die Inseln und die Uferstreifen am Fluss sind das bevorzugte Ausflugsziel der Piedrabuenenses und der Touristen. Zu den Angeboten dieser Zone gehören ein Campingplatz, ein Freibad und ein Kinderspielplatz.
Sportfischen am Ufer des Río Santa Cruz oder auf der Isla Monte León als Salzwasservariante erweitert das touristische Angebot. Geangelt beziehungsweise gefischt werden unter anderem Regenbogenforelle, Wolfsbarsch (Róbalo), Pejerrey, Mariscos, Miesmuscheln und die große Seespinne (centolla). Auch die Sportjagd ist außerhalb der Schonfristen auf Guanacos, Strauße, Füchse, Hasen, Enten, Trappen und Bergkatzen erlaubt.